# Aryé Dery
Aryé Makhlouf Dery (en hébreu : אריה מכלוף דרעי), né le 17 février 1959 à Meknès (Maroc), est un homme politique israélien d'origine marocaine. Il est le chef et l'un des fondateurs du parti religieux séfarade Shas.
Il est condamné à 3 ans de prison pour corruption en 2000, puis bénéficie d'une libération anticipée après avoir purgé les deux tiers de sa peine. 
De 2016 à 2021, il est ministre de l'Intérieur et ministre du Développement du Néguev et de la Galilée de 2015 à 2021, au sein des quatrième et cinquième gouvernements de Benyamin Netanyahou. 
Condamné pour fraude fiscale début 2022, il est nommé à la fin de cette même année ministre de l'Intérieur et de la Santé. Sa nomination est invalidée par la Cour suprême.

## Biographie
Né le 17 février 1959 à Meknès au Maroc, Aryé Dery est le fils de Eliahou Dery et Esther Azogui. Sa famille fait son alya en 1968. 
En décembre 1988, Yitzhak Shamir le nomme ministre de l’Intérieur, devenant ainsi le plus jeune ministre de l’histoire d’Israël. Selon Haaretz, il fixe une politique de préférence communautaire favorisant les individus, institutions et associations qui pouvaient l’aider à se maintenir à son poste.
Sous le gouvernement de Yitzhak Rabin, il conserve son portefeuille, jusqu'en septembre 1993, date à laquelle, compromis dans une affaire de corruption, il est contraint de démissionner. Cependant, il continue de diriger le parti Shas.
Condamné dans cette affaire à trois ans de prison, en mars 1999, il est contraint de quitter provisoirement la vie politique. Il bénéficie d'une libération anticipée après avoir purgé les deux tiers de sa peine.
En septembre 2012, il réintègre le Shas et est placé en deuxième position sur la liste du parti pour les élections législatives israéliennes de 2013. En mai 2013, il est de nouveau nommé à la tête du parti.
En janvier 2016, il redevient ministre de l'Intérieur.
Il démissionne de la Knesset en janvier 2022 à la suite d'un accord passé avec la justice selon lequel « il se retirait de la vie politique » en échange d'un allègement de sa peine alors qu'il était jugé coupable de fraude fiscale,.
Il est réélu député aux élections législatives de 2022. Les députés de la majorité de Benyamin Nétanyahou à la Knesset votent en décembre 2022 un texte de loi, baptisé « loi Dery » par la presse, autorisant une personne reconnue coupable d'un crime sans avoir été condamné à de la prison ferme à entrer au gouvernement, en violation de la Constitution israélienne. Aryé Dery peut ainsi être nommé ministre de l'Intérieur et de la Santé dans le gouvernement de Benyamin Netanyahou formé par la droite, l'extrême droite et les ultraorthodoxes.
Sa nomination est invalidée trois semaines plus tard par la Cour suprême quelques jours après la présentation par le ministre de la Justice, Yariv Levin, d'un projet de réforme du système judiciaire visant à introduire une clause « dérogatoire » permettant au Parlement de passer outre une décision de la Cour suprême. Cette dernière est visée par des menaces diverses. Le député Avraham Bezalel, également membre du Shas, avertit que si la Cour décidait de disqualifier Aryé Dery, cela s'apparenterait, pour les juges, à « se tirer une balle dans la tête ». Le 22 janvier 2023, le Premier ministre, Benyamin Netanyahou, démet Aryé Dery de ses fonctions de ministre de la Santé et de ministre de l'Intérieur.

### Vie privée
Il est marié à Yaffa Cohen, fille de l'ancien rabbin de Rosny-sous-Bois, avec qui il a neuf enfants.